# اندیس خاک صنعتی اسبیک
خاک صنعتی اسبیک یک اندیس غیرفلزی است که در  استان قزوین قرار دارد و مادهٔ معدنی موجود در آن، خاک صنعتی است.سنگ میزبان این اندیس توفهای سبز است و دیرینگی آن به دوران ائو- الیگومیوسن می‌رسد. در این اندیس، پاراژنز‌های ایلیت - ژیپس یافت می‌شوند.